# Paulton Rovers FC
Paulton Rovers FC (celým názvem: Paulton Rovers Football Club) je anglický fotbalový klub, který sídlí ve vesnici Paulton v nemetropolitním hrabství Somerset. Založen byl v roce 1881. Od sezóny 2018/19 hraje v Southern Football League Division One South (8. nejvyšší soutěž). Klubové barvy jsou rudá a bílá.
Své domácí zápasy odehrává na stadionu Winterfield Road s kapacitou 2 500 diváků.

## Získané trofeje
- Somerset Senior Cup ( 12× )
  - 1900/01, 1902/03, 1903/04, 1907/08, 1908/09, 1909/10, 1934/35, 1967/68, 1968/69, 1971/72, 1972/73, 1974/75

## Úspěchy v domácích pohárech
Zdroj: 
- FA Cup
  - 1. kolo: 2009/10
- FA Trophy
  - 1. kolo: 2004/05
- FA Vase
  - 5. kolo: 1989/90

## Umístění v jednotlivých sezonách
Stručný přehled
Zdroj: 
- 1900–1904: Western Football League (Division Two)
- 1905–1909: Western Football League (Division Two)
- 1909–1914: Western Football League
- 1919–1922: Western Football League (Division Two)
- 1923–1925: Western Football League
- 1925–1926: Western Football League (Division Two)
- 1929–1939: Western Football League (Division Two)
- 1939–1946: Western Football League
- 1946–1953: Western Football League (Division One)
- 1953–1960: Western Football League (Division Two)
- 1974–1976: Western Football League
- 1976–1981: Western Football League (Premier Division)
- 1981–1984: Western Football League (Division One)
- 1984–2004: Western Football League (Premier Division)
- 2004–2006: Southern Football League (Western Division)
- 2006–2014: Southern Football League (Division One South & West)
- 2014–2016: Southern Football League (Premier Division)
- 2016–2017: Southern Football League (Division One South & West)
- 2017–2018: Southern Football League (Division One West)
- 2018– : Southern Football League (Division One South)

Jednotlivé ročníky
Zdroj: 
Legenda: Z - zápasy, V - výhry, R - remízy, P - porážky, VG - vstřelené góly, OG - obdržené góly, +/- - rozdíl skóre, B - body, červené podbarvení - sestup, zelené podbarvení - postup, fialové podbarvení - reorganizace, změna skupiny či soutěže
| Sezóny  | Liga                                                 | Úroveň | Z  | V  | R  | P  | VG  | OG | +/- | B  | Pozice |
| ------- | ---------------------------------------------------- | ------ | -- | -- | -- | -- | --- | -- | --- | -- | ------ |
| 2009/10 | Southern Football League (Division One South & West) | 8      | 42 | 20 | 10 | 12 | 73  | 58 | +15 | 70 | 7.     |
| 2010/11 | Southern Football League (Division One South & West) | 8      | 40 | 15 | 12 | 13 | 64  | 63 | +1  | 57 | 11.    |
| 2011/12 | Southern Football League (Division One South & West) | 8      | 40 | 18 | 10 | 12 | 60  | 39 | +21 | 64 | 7.     |
| 2012/13 | Southern Football League (Division One South & West) | 8      | 42 | 23 | 6  | 13 | 64  | 54 | +10 | 75 | 5.     |
| 2013/14 | Southern Football League (Division One South & West) | 8      | 42 | 24 | 9  | 9  | 102 | 54 | +48 | 81 | 4.     |
| 2014/15 | Southern Football League (Premier Division)          | 7      | 44 | 18 | 10 | 16 | 65  | 62 | -3  | 64 | 10.    |
| 2015/16 | Southern Football League (Premier Division)          | 7      | 46 | 8  | 12 | 26 | 38  | 89 | -51 | 36 | 24.    |
| 2016/17 | Southern Football League (Division One South & West) | 8      | 42 | 15 | 6  | 21 | 62  | 69 | -7  | 51 | 15.    |
| 2017/18 | Southern Football League (Division One West)         | 8      | 42 | 10 | 7  | 25 | 57  | 81 | -24 | 37 | 19.    |
| 2018/19 | Southern Football League (Division One South)        | 8      | 38 |    |    |    |     |    |     |    |        |